# 彰化縣私立正德高級中學
正德學校財團法人彰化縣正德高級中學，簡稱正德高中，位於彰化市莿桐里的私立完全中學。擁有國小、國中、高中、高職等四種學制。

## 校史
- 1971年：創校。揭櫫「正學培德」辦學宗旨，培育德術兼備之工商經建人才。
- 1972年：附設高級工商職業補習學校。
- 1977年：補校改制為私立正德高級工商職業進修補習學校。
- 2000年：改制為私立正德高級中學。
- 2011年：更名為“正德學校財團法人彰化縣正德高級中學”（12月15日）。
- 2014年：獲准設置國民中學部。
- 2022年：獲准設置雙語國際小學部。

## 歷任校長
| 任期 | 姓名       | 任職日期   | 離職日期   | 異動原因 |
| ---- | ---------- | ---------- | ---------- | -------- |
| 1    | 周再書先生 | 1971年8月  | 1972年7月  |          |
| 2    | 李鐘淵先生 | 1972年8月  | 1972年11月 |          |
| 3    | 徐 瑛先生  | 1972年11月 | 1975年7月  |          |
| 4    | 洪晏銘先生 | 1975年8月  | 1976年8月  |          |
| 5    | 梁錫銘先生 | 1976年8月  | 1981年8月  |          |
| 6    | 吳健民先生 | 1981年8月  | 1982年1月  |          |
| 7    | 梁錫銘先生 | 1982年2月  | 1989年7月  |          |
| 8    | 葉玉楷先生 | 1989年8月  | 1996年6月  |          |
| 9    | 王和明先生 | 1996年6月  | 1999年8月  | 卸任     |
| 10   | 王茂松先生 | 1999年9月  | 2007年7月  | 卸任     |
| 11   | 李煜焜先生 | 2007年8月  | 2008年7月  | 聘期屆滿 |
| 12   | 黃榮村先生 | 2008年8月  | 2012年7月  | 退休     |
| 13   | 陳瑞英女士 | 2012年8月  | 2013年5月  | 代理期滿 |
| 14   | 蕭坤松先生 | 2013年5月  | 2021年7月  | 卸任     |
| 15   | 蕭雅穗女士 | 2021年8月  |            | 代理     |

## 外部連結
- 彰化縣正德高級中學 （页面存档备份，存于）